# Повіт Суццу
Пові́т Су́ццу (яп. 寿都郡, すっつぐん, МФА: [sutt͡su guɴ]) — повіт в Японії, в окрузі Сірібесі префектури Хоккайдо.